# 2010 în astronautică

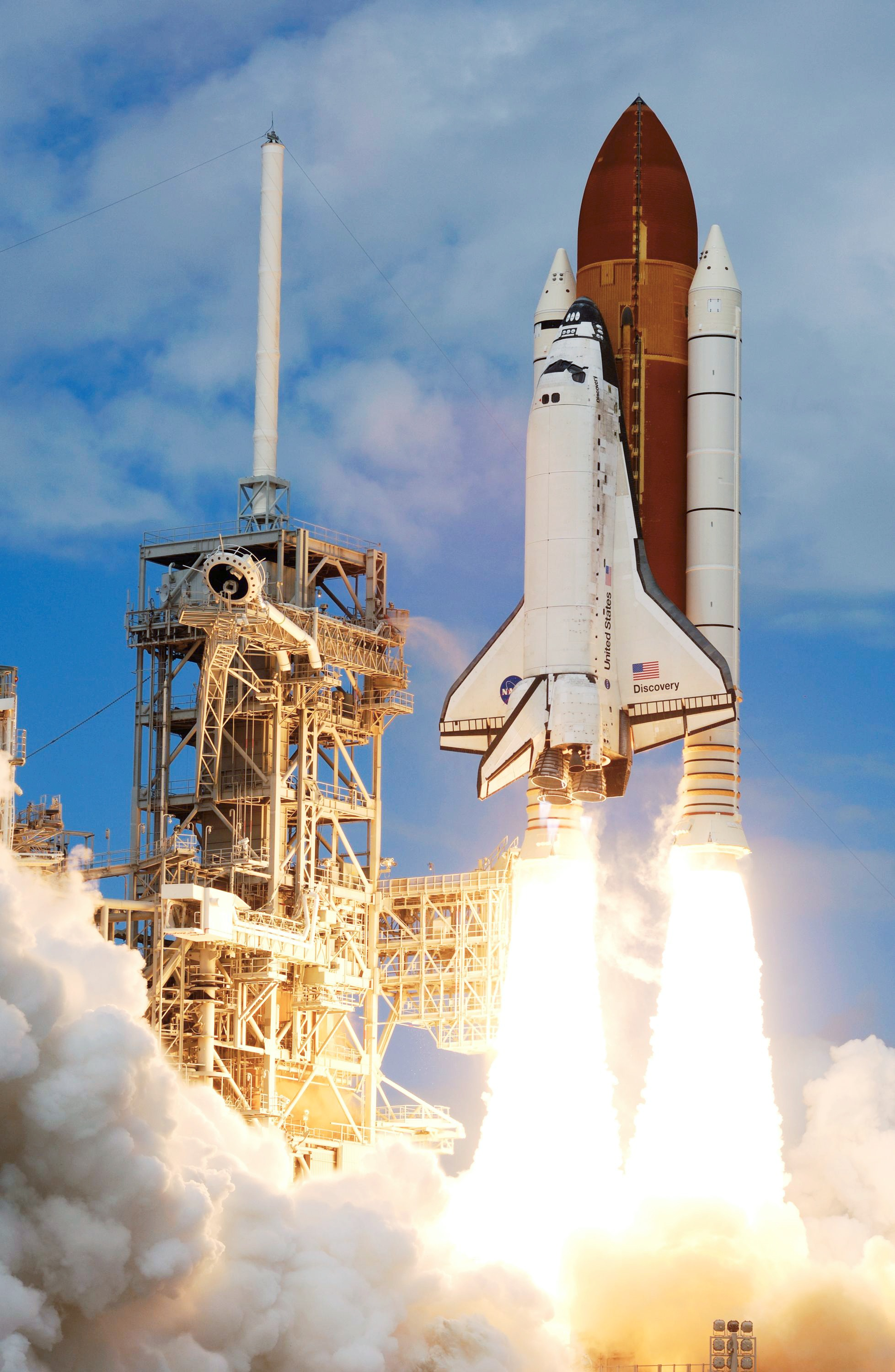
Lansarea navei Space Shuttle

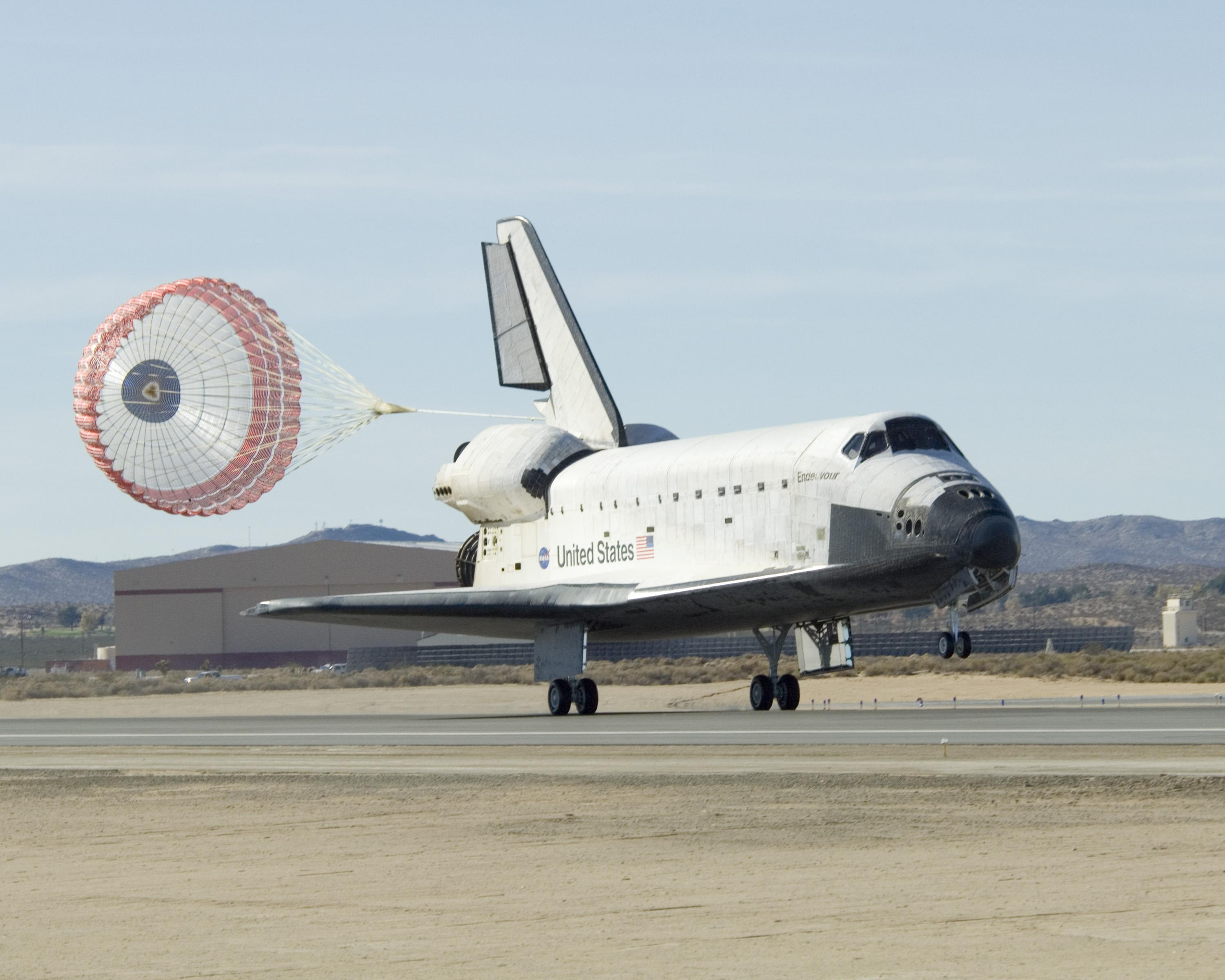
Aterizarea navei Space Shuttle

În anul 2010 vor avea o serie de evenimente în zborurile spațiale, inclusiv retragerea navei americane Space Shuttle-fapt ce s-a amanat pentru 2011, primul test de zbor pentru nava spațială Dragon SpaceX care este destinată să efectueze misiuni comerciale și de aprovizionare pentru Stația Spațială Internațională în conformitate cu programul Commercial Orbital Transportation Services, precum și zborurile rachetelor Falcon 9, Minotaur IV, Tsyklon-4, Vega(amanata pentru 2011) și Zenit-3F. O lansare a rachetei Naro-1 este, de asemenea planificată, după eșecul de zbor din 2009. 

## Prezentare generală

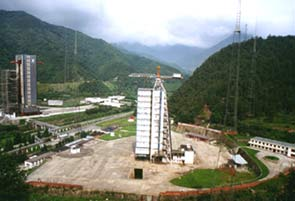
Centrul de lansări spațiale de la Xichang

Prima lansare suborbitală a anului 2010 a fost realizată la ora 23:00 GMT, pe 10 ianuarie,  când racheta Black Brant IX a lansat o platformă laser pentru Boeing YAL-1. Pe 11 ianuarie, China a realizat un test antibalistic cu muniție de război ABM care a implicat testarea a două rachete. Prima lansare orbitală a avut loc la 16:12 UTC pe 16 ianuarie, atunci când racheta chinezească Long March 3C a lansat satelitul de navigație Compass-G1 la centrul de lansări spațiale de la Xichang.

## Explorarea spațiului
Prima misiune japoneză spre planeta Venus este programată pentru lansare în luna mai. Misiunea Akatsuki va începe cu o lansare de la bordul rachetei purtătoare H-IIA și este de așteptat să intre pe orbită  în jurul planetei Venus în decembrie. Va căuta și va cerceta fulgere și vulcanii de pe Venus. În octombrie, în China, este programată lansarea navei spațiale Chang'e-2, în a doua sa misiune de explorare a Lunei. O rachetă Long March 3A va fi folosită din nou pentru lansarea de la centrul de misiuni spațiale de la Xichang a navei Chang'e-2. Nava va efectua o misiune asemănătoare cu cea a navei anterioare, Chang'e-1, și va fi o misiune de pregătire pentru o a treia navă, care va coborî pe Luna, Chang'e-3.

## Note

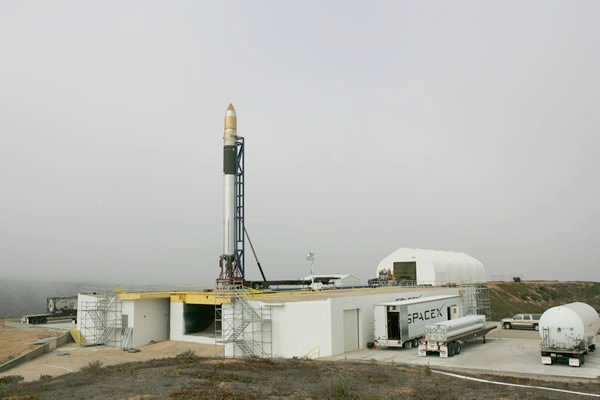
Primul Falcon 1 la Centrul Spațial de Lansări de la Three West (SLC-3W), Vandenberg Air Force Base.

## Lansări

### Ianuarie
| Lansare              | Rachetă                  | Locul lansării                                    | Tip Orbită  | Funcția         | Rezultate        | Sateliți. Observații                                                  |
| -------------------- | ------------------------ | ------------------------------------------------- | ----------- | --------------- | ---------------- | --------------------------------------------------------------------- |
| 10 ianuarie 23:00:00 | Black Brant IX           | Statele Unite ale Americii Insula Sfântul Nicolae | suborbitală | -               | succes           | Statele Unite ale Americii MARTI                                      |
| 11 ianuarie 11:55    | Target                   | China Jiuquan                                     | suborbitală | țintă ABM       | succes           | -                                                                     |
| 11 ianuarie 12:00    | Dong Feng 21             | China Urumqi                                      | suborbitală | test ABM        | succes           | -                                                                     |
| 14 ianuarie 06:50    | RH-300 Mk.II             | India TERLS                                       | suborbitală | solar/aeronomie | succes           | -                                                                     |
| 14 ianuarie 07:35    | RH-300 Mk.II             | India TERLS                                       | suborbitală | solar/aeronomie | succes           | -                                                                     |
| 14 ianuarie 07:45    | RH-300 Mk.II             | India TERLS                                       | suborbitală | solar/aeronomie | succes           | -                                                                     |
| 15 ianuarie 06:50    | RH-300 Mk.II             | India TERLS                                       | suborbitală | solar/aeronomie | succes           | -                                                                     |
| 15 ianuarie 07:35    | RH-300 Mk.II             | India TERLS                                       | suborbitală | solar/aeronomie | succes           | -                                                                     |
| 15 ianuarie 10:30    | RH-300 Mk.II             | India TERLS                                       | suborbitală | solar/aeronomie | succes           | -                                                                     |
| 15 ianuarie 07:45    | RH-300 Mk.II             | India TERLS                                       | suborbitală | solar/aeronomie | succes           | -                                                                     |
| 16 ianuarie 16:12    | Long March 3C            | China Xichang                                     | geosincronă | navigație       | succes           | China Compass-G1                                                      |
| 27 ianuarie 08:25    | M51                      | Franța Le Terrible                                | suborbitală | test rachete    | succes           | prima lansare M51 de pe un submarin                                   |
| 28 ianuarie 00:18    | Rusia Proton-M/Briz-M    | Kazahstan Baikonur                                | orbitală    | comunicații     | operațională     | Rusia Raduga-1M                                                       |
| 30 ianuarie          | UGM-96 Trident I         | Statele Unite ale Americii Insula Meck            | suborbitală | țintă ABM       | succes           | -                                                                     |
| 30 ianuarie          | Ground Based Interceptor | Statele Unite ale Americii Vandenberg             | suborbitală | test ABM        | prăbușirea navei | problemă de urmărire cu radarul: eșec de interceptare a navei Trident |

### Februarie
| Lansare            | Rachetă                            | Locul lansării                            | Tip Orbită  | Funcția          | Rezultate    | Sateliți. Observații                                                                    |
| ------------------ | ---------------------------------- | ----------------------------------------- | ----------- | ---------------- | ------------ | --------------------------------------------------------------------------------------- |
| 3 februarie 03:45  | Rusia Soyuz-U                      | Kazahstan Baikonur Gagarin                | orbitală    | logistică        | succes       | Rusia Progress M-04M                                                                    |
| 3 februarie        | Iran Kavoshgar                     | Iran Semnan                               | suborbitală | biologică        | succes       | Iran Kavoshgar-3                                                                        |
| 7 februarie 05:20  | India Agni-III                     | India ITR IC-4                            | suborbitală | test armament    | succes       |                                                                                         |
| 8 februarie 09:14  | Space Shuttle Endeavour            | Statele Unite ale Americii Kennedy LC-39A | orbitală    | asamblări la SSI | operațională | - Statele Unite ale Americii STS-130 Națiunile Unite Tranquility Națiunile Unite Cupola |
| 11 februarie 15:23 | Atlas V 401                        | Statele Unite ale Americii Cape Canaveral | orbitală    | solară           | operațională | Statele Unite ale Americii SDO                                                          |
| 12 februarie 00:39 | Rusia Proton-M/Briz-M Enhanced 401 | Kazahstan Baikonur                        | geosincronă | comunicații      | operațională | - Națiunile Unite Intelsat 16                                                           |
| 25 februarie 13:57 | Ucraina Dnepr-1                    | Kazahstan Baikonur                        | joasă       | climatologie     | operațională |                                                                                         |
| februarie          | Canada Black Brant IX              | Statele Unite ale Americii White Sands    | suborbitală | astronomie       | -            | Intelsat 16                                                                             |
| februarie          | Canada Black Brant IX              | Statele Unite ale Americii San Nicolas    | suborbitală | -                | -            | -                                                                                       |
| februarie          | Canada Black Brant IX              | Statele Unite ale Americii Poker Flat     | suborbitală | aurorală         | -            | -                                                                                       |
| februarie          | Terrier-Orion                      | Statele Unite ale Americii Poker Flat     | suborbitală | aurorală         | -            | -                                                                                       |
| februarie          | Simorgh                            | Iran Semnan                               | joasă       | recunoaștere     | -            | -                                                                                       |

### Martie
| Lansare              | Rachetă                                              | Locul lansării                                   | Tip Orbită     | Funcția         | Rezultate | Sateliți. Observații                        |
| -------------------- | ---------------------------------------------------- | ------------------------------------------------ | -------------- | --------------- | --------- | ------------------------------------------- |
| 2 martie 23:19-00:19 | Delta IV-M+ (4,2)                                    | Statele Unite ale Americii Cape Canaveral        | geostaționară  | meteo           | -         | -                                           |
| 2 martie             | Rusia Proton-M/DM-2 EnhanceD                         | Kazahstan Baikonur                               | medie terestră | navigație       | -         | -                                           |
| 20 martie            | Rusia Proton-M/Briz-M Enhanced                       | Kazahstan Baikonur                               | geosincronă    | comunicații     | -         | -                                           |
| 22 martie TBD        | Statele Unite ale Americii Falcon 9                  | Statele Unite ale Americii Cape Canaveral SLC-40 | orbită joasă   | tehnologie      | -         | Space X                                     |
| 24 martie            | Uniunea Europeană Ariane 5ECA                        | Franța Kourou ELA-3                              | geosincronă    | comunicații     | -         | -                                           |
| martie               | Canada Black Brant IX                                | Statele Unite ale Americii White Sands           | suborbitală    | solară          | -         | -                                           |
| martie               | Canada Black Brant IX                                | Statele Unite ale Americii White Sands           | suborbitală    | astronomie      | -         | -                                           |
| martie               | Canada Black Brant IX                                | Statele Unite ale Americii White Sands           | suborbitală    | astronomie      | -         | -                                           |
| martie               | India PSLV                                           | India Satish Dhawan                              | joasă          | tehnologie      | -         | satelitul IndiaCartoSat-2B Algeria AlSat-2A |
| martie               | Statele Unite ale Americii · Uniunea Europeană Maxus | Suedia Esrange                                   | suborbitală    | microgravitație | -         | satelitul MAXUS-8                           |
| martie               | Rusia Rokot/Briz-KM                                  | Rusia Plesetsk                                   | joasă          | comunicații     | -         | -                                           |
| martie               | Uniunea Europeană Ariane 5ECA                        | Franța Kourou ELA-3                              | geosincronă    | comunicații     | -         | -                                           |
| martie               | Canada Black Brant IX                                | Statele Unite ale Americii White Sands           | suborbitală    | solară          | -         | -                                           |
| martie               | Canada Black Brant IX                                | Statele Unite ale Americii White Sands           | suborbitală    | astronomie      | -         | -                                           |
| martie               | Canada Black Brant IX                                | Statele Unite ale Americii White Sands           | suborbitală    | astronomie      | -         | -                                           |
| martie - aprilie     | India PSLV                                           | India Satish Dhawan                              | joasă          | tehnologie      | -         | -                                           |
| martie               | Uniunea Europeană Maxus                              | Suedia Esrange                                   | suborbitală    | microgravitație | -         | -                                           |
| martie               | Rusia ARokot/Briz-KM                                 | Rusia Plesetsk                                   | joasă          | comunicații     | -         | -                                           |
| martie               | India PSLV                                           | India Satish Dhawan                              | joasă          | comunicații     | -         | ResourceSat-2, YouthSat                     |
| martie               | Ucraina Dnepr-1                                      | Kazahstan Baikonur                               | joasă          | imagini radar   | -         | -                                           |

### Iunie
| Lansare | Rachetă | Locul lansării   | Tip Orbită  | Funcția    | Rezultate | Sateliți. Observații |
| ------- | ------- | ---------------- | ----------- | ---------- | --------- | -------------------- |
| iunie   | Helen   | RomâniaConstanța | suborbitală | tehnologie | -         | -                    |
| iunie   | -       | -                | -           | -          | -         | -                    |
| iunie   | -       | -                | -           | -          | -         | -                    |
| iunie   | -       | -                | -           | -          | -         | -                    |

### Noiembrie
| Lansare     | Rachetă           | Locul lansării | Tip Orbită | Funcția     | Rezultate | Sateliți. Observații |
| ----------- | ----------------- | -------------- | ---------- | ----------- | --------- | -------------------- |
| 2 Noiembrie | Soyuz-2.1a/Fregat | Rusia Plesetsk | Molnya     | comunicatii | succes    | -                    |
| Noiembrie   | -                 | -              | -          | -           | -         | -                    |
| Noiembrie   | -                 | -              | -          | -           | -         | -                    |
| Noiembrie   | -                 | -              | -          | -           | -         | -                    |

### Decembrie
| Lansare                          | Rachetă | Locul lansării      | Tip Orbită | Funcția | Rezultate | Sateliți. Observații |
| -------------------------------- | ------- | ------------------- | ---------- | ------- | --------- | -------------------- |
| mutat din decembrie 2010 in 2011 | VEGA    | Franța Kourou ELA-1 | orbitală   | -       | -         | GOLIAT               |
| decembrie                        | -       | -                   | -          | -       | -         | -                    |
| decembrie                        | -       | -                   | -          | -       | -         | -                    |
| decembrie                        | -       | -                   | -          | -       | -         | -                    |